# 顺化旗台
順化旗台（越南语：／）是越南阮朝的建築遺蹟，位於順化京城南側，由嘉隆帝於1809年下令建造。:95
1945年8月23日，保大皇帝宣布退位。越南民主共和国的金星红旗一度取代阮朝的旗帜悬挂于旗台上。1947年，法国军队夺回顺化，再次更换旗帜。1968年1月春节攻势期间，越南南方解放军攻入皇宫，其旗帜在此飘扬26天。1968年2月24日，越南共和国陆军夺回顺化，撕毁共军国旗。1975年3月26日，順化－峴港戰役中，北越軍攻入順化，更换旗帜再次发生。